# Алтарь Барбадори
«Алтарь Барбадори» (итал. Pala Barbadori), или «Богоматерь с Младенцем, ангелами, святым Фридианом и святым Августином» (итал. Madonna col Bambino, angeli, san Frediano e sant'Agostino) — картина итальянского художника Филиппо Липпи, написана в 1438 году и представляет собой живопись темперой на холсте размером 208×244см. В настоящее время хранится в Лувре, в Париже. Пределла из трёх частей написана темперой на холсте общим размером 40×235см, хранится в зале 8 галереи Уффици, во Флоренции.

## История картины
Житель Флоренции, гвельф Герардо ди Бартоломео Барбадори, скончавшийся в 1429 году бездетным, завещал своим душеприказчикам — капитанам Орсанмикеле построить на его капиталы в базилике Святого Духа капеллу в честь святого Фридиана, покровителя квартала. Капелла была построена в старой ризнице храма. 7 июля 1433 года было принято решение поместить в ней запрестольный образ. Алтарная картина была заказана Филиппо Липпи около 1437 года. О работе художника над ней упоминается в письме к Пьеро Медичи от Доменико Венециано от 1 апреля 1438 года.
Запрестольный образ находился в базилике Святого Духа до вторжения в Тоскану армии Наполеона в 1810 году, после чего был разобран и перевезён в Париж. В 1815 году картина была восстановлена, но не возвращена прежним владельцам, что было мотивировано трудностями связанными с её транспортировкой. Во Флоренцию в 1819 году была возвращена только пределла.

## Композиция и персонажи картины
Единое пространство холста разделено тремя сводами в верхней части и столбцами, намекая на традиционную форму триптихов. Филиппо Липпи изменил иконографию Маэста (Богоматери с Младенцем на троне), изобразив Богоматерь стоящей и сделав её центром всей композиции. Он отказался от статики в пользу движения в отношениях между матерью и ребёнком.
Перед Богоматерью с Младенцем на коленях в молитвенной позе стоят — справа, святой Августин в зелёной ризе с чёрным наплечником августинцев, слева, святой Фридиан в красной ризе. В руках они держат епископские посохи. Есть предположение, что отрок-монах, спрятавшийся за балюстрадой слева — автопортрет. Ещё одной новацией художника стал архитектурный фон с природным ландшафтом в окне также слева, вместо принятого тогда золотого фона.
Прототипами для нескольких элементов алтарной картины послужили образы Орсанмикеле, в частности ангел слева, приподнявший полы одежды, вдохновлён скульптурной группой четырёх венценосных святых Нанни ди Банко, а типичный элемент тосканского искусства XV века — ниша-раковина за Богоматерью с Младенцем — нишей торгового трибунала работы Донателло.
Первоначально запрестольный образ имел пределлу, состоявшую из трех панелей: в центре — изображение ангела, сообщающего Богоматери весть о её скором успении, и апостолы, перенесённые ангелами, чтобы проститься с нею; слева — чудо святого Фридиана, который спас город от наводнения, изменив течение реки Серкио и справа — явление Святого Духа святому Августину. Некоторые иконографические нововведения, вероятно, были предложены августинцами монастыря Святого Духа, чтобы согласовать предание с их богословской доктриной. Некоторые критики считают, что в пределле заметна кисть Франческо ди Стефано, по прозвищу Пезеллино.